# Ceromasia quadrivittata
Ceromasia quadrivittata là một loài ruồi trong họ Tachinidae.